# Hugh Cornwell
Hugh Cornwell, właśc. Hugh Allan Cornwell (ur. 28 sierpnia 1949 roku w Londynie, Anglia) – brytyjski gitarzysta, wokalista, kompozytor. Współzałożyciel (obok Jet Blacka, Dave Greenfielda, Jean-Jacques Burnela), pierwszy gitarzysta i wokalista angielskiego zespołu punkowo-nowofalowego The Stranglers.
Był członkiem grupy w latach 1974-1990. Jest współautorem większości utworów zespołu z tego okresu, nagrał z nim dwanaście albumów (m.in. Rattus Norvegicus (1977), No More Heroes (1977), Black & White (1978), La Folie (1981), Aural Sculpture (1984), 10 (1990)). Pierwsze płyty sygnowane własnym nazwiskiem Nosferatu (1979 – razem z Robertem Williamsem) i Wolf (1988) powstają w okresie bytności w macierzystej grupie. W wyniku konfliktów (głównie z Burnelem) opuszcza zespół i rozpoczyna karierę solową, która trwa do dzisiaj.

## Albumy solowe
- Wolf (1988)
- Wired (1993)
- Guilty (1997)
- Black Hair Black Eyes Black Suit (1999), tylko w USA
- First Bus To Babylon (1999), tylko w USA
- Solo (1999), koncert z Bergen - Norwegia 29.04.99 r., dostępny tylko w internecie
- Hi - Fi (2000), wersja UK
- Hi - Fi (2001), wersja Europa i USA
- Footprints In The Desert (2002), utwory z lat 1990 – 1996
- Mayday (2002), koncert z Manchesteru 1998 r.
- In The Dock (2003), akustyczny koncert z Leicester Guildhall
- Beyond Elysian Filds (2004)
- Dirty Dozen (2006), koncert z The London Carling Academy w Londynie z 2005 r.
- People, Places, Pieces (2008), trzy płytowy box koncertowy z The London Carling Academy w Londynie z 2005 r.
- Hooverdam (2009)

## Współpraca
- Nosferatu (1979), razem z Robertem Williamsem
- CCW (1992), razem z Rogerem Cookiem i Andym Westem
- Songs Of Siva (2002), razem z Sex W Johnston